# Osa (Fluss)
Die Osa, deutsch Ossa, ist ein Fluss in den polnischen Woiwodschaften Ermland-Masuren und Kujawien-Pommern.
Sie hat eine Länge von 96,2 Kilometern und ein Einzugsgebiet von 1.600 km². Ihren Ursprung hat sie im Perkun-See und mündet in der Nähe von Zakurzewo (Sackrau), nördlich von Grudziądz (Graudenz), in die Weichsel. 
Im Bereich der Mündung in die Weichsel befindet sich die Festung Graudenz, die von Norden und Osten her vom Fluss umrahmt wird.
1994 wurde der Fluss auf einer Länge von 14 Kilometern unter Naturschutz gestellt, wodurch das Naturreservat Ossa-Tal entstand.
Bereits 1222 („Ossam“) wurde der Fluss als Grenze des Kulmerlandes erwähnt. Von 1918 bis 1945 bildete er einen Teil der Grenze zwischen Polen und Ostpreußen.